# 埃爾倫巴赫河 (明德爾河支流)
48°27′22″N 10°24′0″E / 48.45611°N 10.40000°E
埃爾倫巴赫河是一条德國的河流，位於該國東南部，由巴伐利亞負責管轄，屬於明德爾河的右支流，河道全長15.4公里，流經金茨堡縣。